# Giovanni Bernardo De Rossi

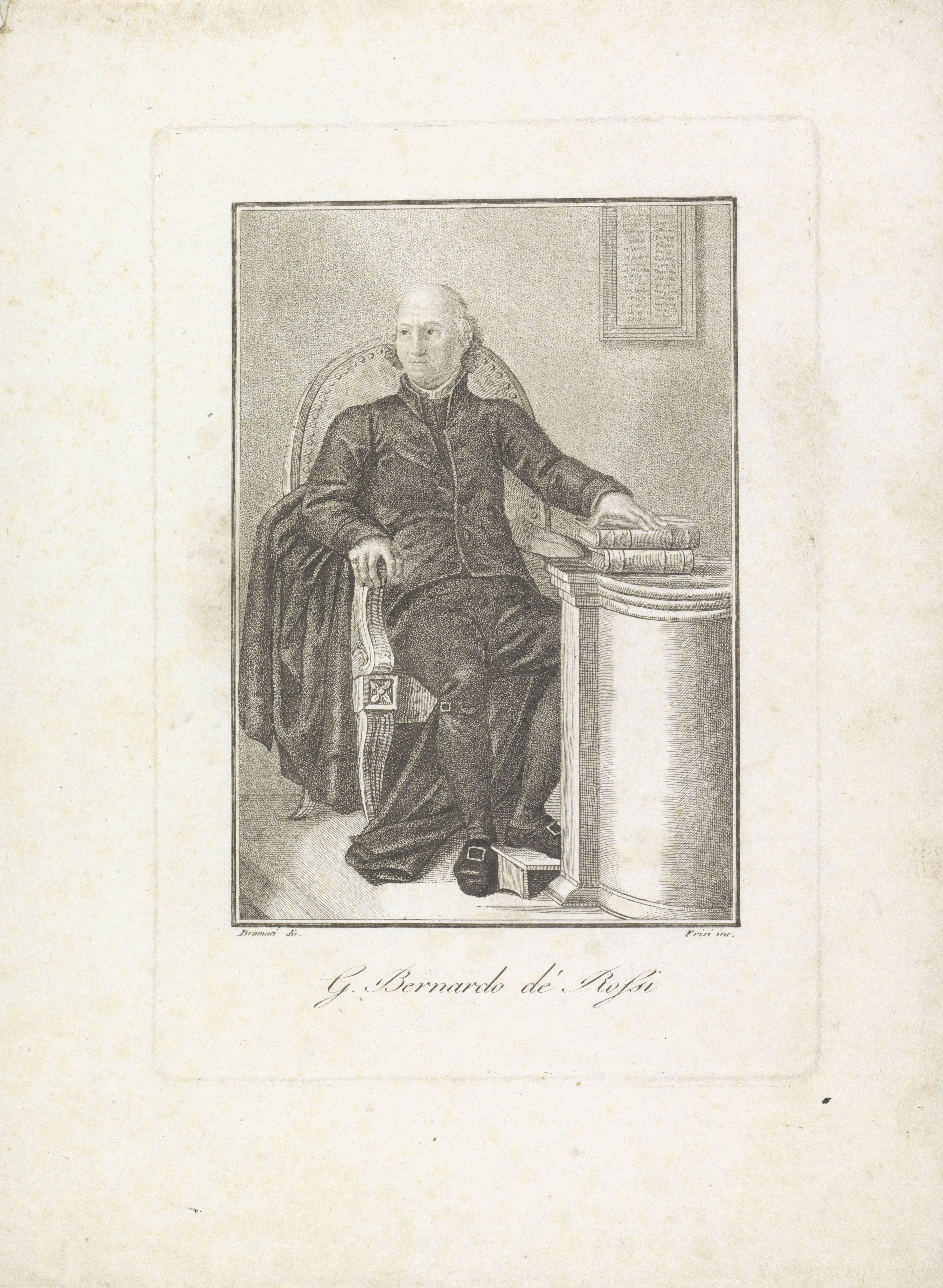
Giovanni Bernardo De Rossi

Giovanni Bernardo De Rossi (geb. 25. Oktober 1742 in Castelnuovo Nigra, früher Castelnuovo d’Ivrea; gest. 23. März 1831 in Parma) war ein italienischer Orientalist, der als Gelehrter für seine reiche Textsammlung an hebräischer Literatur bekannt war, die er als ein bibliographischer und textkritischer Gelehrter des Hebräischen und der frühen Geschichte des hebräischen Drucks zusammengetragen hatte.

## Leben und Werk
Der christliche Hebraist wurde 1742 in Castelnuovo d’Ivrea geboren. Er war Priester seit 1766 und graduierte in Theologie an der Universität Turin. Er wurde 1769 zum Professor für orientalische Sprachen an der Universität Parma ernannt, wo er den Rest seines Lebens verbringen sollte. Er verfügte er über eine profunde Kenntnis der hebräischen Sprache und Literatur, von der er eine reiche Textsammlung anlegte, die später Teil der Biblioteca Palatina in Parma wurde und von der er einen genauen Katalog erstellte. Seine gelehrten Veröffentlichungen waren zahlreich und zeichneten sich durch ihre wissenschaftliche Strenge und Doktrin aus und umfassten auch den Bereich der arabischen Zivilisation und Literatur.
Die Veröffentlichung seines De praecipuis caussis, et momentis neglectae a nonnullis Hebraicarum litterarum disciplinae disquisitio elenchtica über hebräische Linguistik und Bibelexegese brachte dem Autor eine Stelle im Königlichen Museum von Turin ein und unmittelbar danach seine Ernennung zum Professor für Theologie an der Universität von Parma.
Als seine beiden Hauptwerke gelten Annales Hebræo-Typographici (Parma 1795) und Annales Hebræo-Typographici ab 1501 ad 1540 (Parma 1799). Sein Werk Memorie storiche ist seine bibliographische Autobiographie, mit Verzeichnissen über seine veröffentlichten Werke und über seine geplanten Werke.

## Werke
- De praecipuis caussis, et momentis neglectae a nonnullis Hebraicarum litterarum disciplinae disquisitio elenchtica, Augustae Taurinorum: ex Typographia Regia, 1769 (online)
- Della vana aspettazione degli ebrei del loro re Messia dal compimento di tutte le epoche trattato del teol. Giambern. De-Rossi, Parma: dalla Stamperia reale, 1773; Roma: Marini e Co., 1840 (online)
- Epithalamia exoticis linguis reddita, Parmae: ex regio typographeo, 1775
- De hebraicae typographiae originae ac primitiis, seu antiquis ac rarissimis hebraicorum librorum editionibus saeculi 15. disquisitio historico-critica, Parmae: ex Regio typographeo, 1776 (online)
- Specimen variarum lectionum sacri textus et chaldaica estheris additamenta cum latina versione ac notis ex singulari codice privatae bibliothecae Pii VI P. O. M. edidit variisque dissertationibus illustravit Iohannes Bernardus De Rossi, Accedit eiusdem auctoris appendix de celeberr. codice tritaplo samaritano bibliothecae Barberinae, Romae: sumptibus Venantii Monaldini Bibliopolae, 1782 (online), 1783 (Digitalisat)
- Io. Bernhard De Rossi, Annales typographiae ebraicae Sabionetenses appendice aucti. Ex Italicis Latinos fecit m. Io. Frid. Roos, collega, Erlangae: sumtibus Io. Iac. Palm., 1783 (online)
- Variae lectiones Veteris Testamenti ex immensa mss. editorumq. codicum congerie haustae et ad Samar. textum, ad vetustiss. versiones, ad accuratiores sacrae criticae fontes ac leges examinatae opera ac studio Johannis Bern. De-Rossi. Prolegomena, clavis codicum, Genesis, Exodus, Leviticus, Parmae: ex regio typographeo, 1784 (online)
- Annales Hebraeo-typographici secolo 15. descripsit fusoque commentario illustravit Joh. Bernardus De-Rossi, Parmae: ex Regio Typographeo, 1795 (online)
- Joh. Bernardi De-Rossi Scholia critica in V. T. libros seu Supplementa ad varias sacri textus lectiones, Parmae: ex regio typographeo, 1798 (online)
- Annales hebraeo-typographici ab an. MDI ad MDXL digessit notisque hist.-criticis instruxit Joh. Bernardus De-Rossi, Parmae: ex Regio typographeo, 1799 (online)
- Bibliotheca judaica antichristiana qua editi et inediti judaeorum adversus christianam religionem libri recensentur [Jüdische antichristliche Bibliothek, in der von Juden veröffentlichte und unveröffentlichte Bücher gegen die christliche Religion rezensiert werden]. Amsterdam, Philo Press 1964  (Photomechanischer Nachdruck der Ausgabe Parma 1800)
- Dizionario storico degli autori ebrei e delle loro opere, Parma: dalla Reale Stamperia, 1802 (Volume I, online) e (Volume II, online)
- Dizionario storico degli autori arabi più celebri e delle principali loro opere, Parma: dalla Stamperia Imperiale, 1808 (online)
- Mss. codices Hebraici biblioth. I. B. De-Rossi ling. Orient. prof. accurate ab eodem descripti et illustrati. Accedit appendix qua continentur mss. codices reliqui al. linguarum, Parmae: ex Publico Typographeo, 1803 (Volume I, online) (Volume II, online) (Volume III, online)
- Annali ebreo-tipografici di Cremona distesi dal dottore G. Bernardo De Rossi prof. di lingue orientali, Parma: dalla Stamperia Imperiale, 1808 (online)
- Memorie storiche sugli studj e sulle produzioni del dottore G. Bernardo De-Rossi prof. di Ling. Orient. da lui distese. Parma, Dalla stamperia Imperiale [Bodoni], 1809.
- Dell’origine della stampa in tavole incise e di una antica e sconosciuta edizione zilografica. dalla Stamperia Imperiale, Parma, 1811
- Il libro di Giobbe tradotto dal testo originale dal dottore G. Bernardo De-Rossi, Parma: dalla Stamperia reale, 1812 (online)
- Introduzione allo studio della lingua ebrea, dell’importanza di questo studio, e della maniera di ben istituirlo, del cavaliere G. Bernardo De-Rossi preside della facoltà di teologia e professore di lingue orientali, Parma: dalla stamperia Blanchon, 1815 (online)
- Introduzione alla Sacra Scrittura che comprende le prenozioni più importanti relative ai testi originali e alle loro versioni del professore G. Bernardo De-Rossi preside della facoltà teologica, Parma: dalla stamperia ducale, 1817 (online)
- Sinopsi della ermeneutica sacra o dell’arte di ben interpretare la Sacra Scrittura del professore G. Bernardo De-Rossi preside della facoltà teologica e riformatore nel magistrato supremo dell’università, Parma: dalla stamperia ducale, 1819 (online)